# Стен Лі
Стен Лі (англ. Stan Lee), при народженні Сте́нлі Ма́ртін Лі́бер (англ. Stanley Martin Lieber; 28 грудня 1922, Нью-Йорк — 12 листопада 2018, Лос-Анджелес) — американський сценарист коміксів, редактор і видавець. Він був головним редактором Timely Comics, яке пізніше перейменувалось в Marvel Comics. Співпрацюючи з декількома художниками такими як Стів Дітко та Джек Кірбі, створив Людину-павука, Фантастичну четвірку, Людей Ікс. Залізну людину, Тора, Халка, Доктора Стренджа та багатьох інших відомих супергероїв компанії Marvel Comics. Відомий своїми камео у фільмах та серіалах за коміксами Марвел. Вів незалежну кар'єру з 90-х років до самої смерті у 2018 році. Його ім'я присутнє на Алеї Слави. Нагороджений Національною Медаллю Мистецтва у 2008 році.

## Біографія

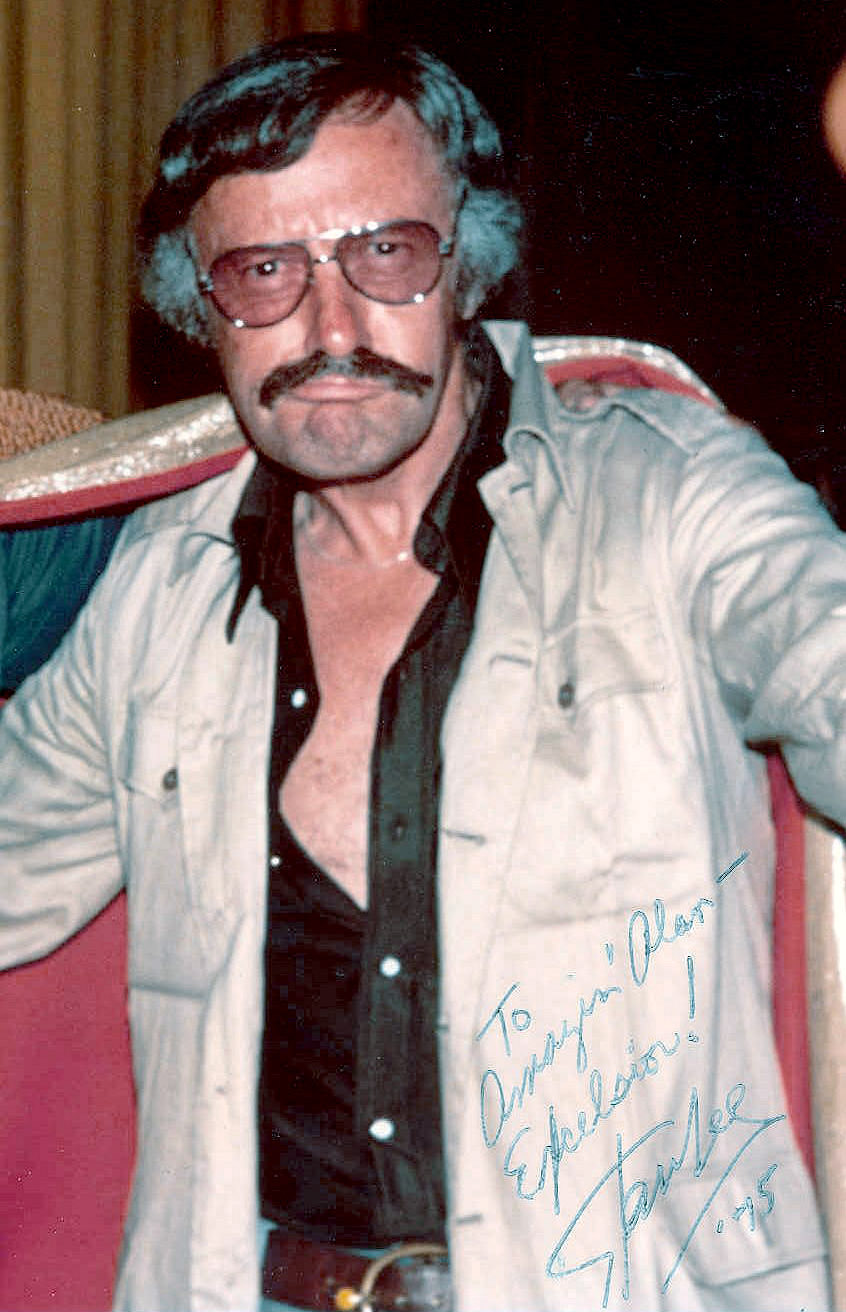
Стен Лі 1973 року на San Diego Comic Con

### Ранні роки
Стен Лі народився 28 грудня 1922 в, Нью-Йорку, у квартирі на розі 98-ї західної вулиці в кінці західного авеню Мангеттену. Його батьки були єврейськими іммігрантами румунського походження — Селія (уроджена Соломон) і Джек Лібер Батько Стена навчався на закрійника суконь, але працював мало, особливо після великої депресії, тому родина переїхала на Форт-Вашингтон авеню в до Вашингтон-Хайтс.У Стена був молодший брат Ларрі Лібер. В 2006 році, він сказав що захоплювався книгами та фільмами особливо за участю Еррола Флінна. Читаючи «Червоний Пімпернель», він описав титулованого персонажа роману як «перший супергерой про якого я читав, перший персонаж який міг називатися супергероєм». Коли Стен був молодим, його сім'я жила в квартирі на 1720 University Avenue в Бронксі. Він та його молодший брат ділили спальню, поки іхні батьки спали на розкладному дивані.
Стен закінчив середню школу ДеВітта Клінтона в Бронксі, куди до цього переїхала його родина. В юності, Лі захоплювався читанням та розважав себе думками про написання «Великого Американського роману» в один день. Стен працював на багатьох роботах: він займався написанням некрологів для служби новин і пресрелізів за Національною програмою туберкульозного центру, доставкою сендвічів в офіси (у тому числі й до Рокфеллерівського центру) та продавав підписки для газет «New York Herald Tribune».

### Одруження та резиденції
З 1945 до 1947 року Лі проживав в орендованому верхньому поверсі Brownstone на сході в Мангеттені. Він одружився з Джоан Клайтон Вукокс в Ньюкасл, Англія 5 грудня 1947 і в 1949, пара купила будинок в Вудмер, Нью-Йорк на Лонг Айсленд живучи там до 1952. Їхня донька Джоан Целія Лі народилась в 1950. Друга донька, Жана Лі померла через кілька днів після народження в 1953.
Родина Лі проживали в Лонг Айсленд містечку Г'юлетт-Гарбор, Нью-Йорк з 1952 по 1980. Вони також придбали кондомініум на східній 63-тій вулиці в Мангеттені з 1975 по 1980 та під час 1970-х вони придбали заміський будинок в Рензенбурзі, Нью-Йорк. У 1981-ому вони переїхали на Західне узбережжя, купивши у Західному Голлівуді (Каліфорнія) дім, який раніше належав Дону Вілсону - радіоведучому в програмах коміка Джека Бенні .

### Пізні роки та смерть
11 листопада 2018 у нього раптово погіршився стан здоров'я. Помер Стен Лі на 96-му році життя у клініці Cedars-Sinai Medical Center 12 листопада 2018 після швидкої госпіталізації цього ж дня.

## Нагороди
- У 1995 включений до зали слави Джек Кірбі.
- У 2008 нагороджений Національною медаллю США в галузі мистецтв.

## Вшанування пам'яті
Його ім'я є на Алеї Слави в Голлівуді.